# Francesc Fullana Ginard
Francesc Fullana Ginard (Palma de Mallorca, España, 9 de octubre de 1989) es un futbolista español que juega de centrocampista en el Ourense C. F. de la Primera Federación.

## Trayectoria
Formado en las categorías inferiores del R. C. D. Mallorca, debutó en la Tercera División con el R. C. D. Mallorca "B" en la campaña 2008-09. Más tarde, jugó una temporada en el Club de Fútbol Sporting Mahonés y dos más en el Club Deportivo Atlético Baleares. En 2012 firmó con el Club Deportivo Constancia con el que consiguió mantener la categoría en la Segunda División B.
La temporada 2013-14 jugó en las filas de la U. E. Llagostera, con la que consiguió el ascenso a la Segunda División. En 2014 regresó al Club Deportivo Atlético Baleares en el que jugó durante cinco temporadas, convirtiéndose en capitán y habiendo vestido en 190 ocasiones la camiseta blanquiazul, logrando 32 goles.
El 17 de julio de 2019 se confirmó su fichaje por la S. D. Ponferradina. Un año después, el 25 de septiembre de 2020, firmó por el Club Gimnàstic de Tarragona por dos temporadas.
El 17 de enero de 2022 se desvinculó del equipo tarraconense y al día siguiente firmó hasta final de la temporada por el UCAM Murcia C. F. Las siguientes siguió compitiendo en la Primera Federación con la U. E. Cornellà, el San Fernando C. D. y el Ourense C. F.

## Clubes
| Club                        | País   | Año       |
| --------------------------- | ------ | --------- |
| R. C. D. Mallorca "B"       | España | 2008-2009 |
| C. F. Sporting Mahonés      | España | 2009-2010 |
| C. D. Atlético Baleares     | España | 2010-2012 |
| C. D. Constancia            | España | 2012-2013 |
| U. E. Llagostera            | España | 2013-2014 |
| C. D. Atlético Baleares     | España | 2014-2019 |
| S. D. Ponferradina          | España | 2019-2020 |
| Club Gimnàstic de Tarragona | España | 2020-2022 |
| UCAM Murcia C. F.           | España | 2022      |
| U. E. Cornellà              | España | 2022-2023 |
| San Fernando C. D.          | España | 2023-2024 |
| Ourense C. F.               | España | 2024-     |